# Cryptic Studios
Cryptic Studios je americké studio zabývající se vývojem MMORPG videoher. Bylo založeno v roce 2000 a sídlí v Los Gatos v Kalifornii. Studio bylo od roku 2008 do roku 2011 dceřinou společností Atari SA, nato jej odkoupila společnost Perfect World.

## Vyvinuté hry
- City of Heroes (2004)
- City of Villains (2005)
- Champions Online (2009)
- Star Trek Online (2010)
- Neverwinter (2013)
- Magic: Legends (2021 otevřená beta, zrušeno)